# Buddleja
Buddleja, escrito también Buddleia, es un género de la familia  Scrophulariaceae, aunque en el pasado fue clasificada en su propia familia, Buddlejaceae. 

## Descripción
La mayoría de las 100 especies son arbustos, pocas son árboles; los más altos llegan a 30 m de altura, pero en general no superan los 5 m. Hay tanto especies perennifolias como caducifolias. Son nativas de las partes cálidas del Nuevo Mundo desde el sur de EE. UU. hasta Chile, y ampliamente en el Viejo Mundo en África y partes cálidas de Asia, ausente en Europa y en Australasia. 
Las especies se dividen en dos grupos por su tipo floral, aquellas del Nuevo Mundo dioicas, y las del Viejo Mundo monoicas.
Hojas lanceoladas en la mayoría de las especies, y en pares opuestos sobre los tallos (alternada en una especie, Buddleja alternifolia); de 1 a 30 cm de longitud. Flores en densas panículas de 10 a 50 cm de longitud; cada flor individual tubular, de 1 cm de longitud, con la corola dividida en cuatro lóbulos (pétalos), de 3 a 4 mm. El color de la flor varía ampliamente: blanco, rosa, rojo, púrpura, naranja o amarillo por las especies y cultivares; son ricas en néctar y frecuentemente muy aromáticas. Fruto: pequeña cápsula de 1 cm de longitud y de 1 a 2 mm de diámetro, con numerosas y pequeñas semillas; en pocas especies (previamente clasificadas en el género Nicodemia) la cápsula es blanda y carnosa, formando una baya.

## Cultivo y usos
Varias especies son populares plantas de jardín. 
La especie más popular cultivada es Buddleja davidii nativa de China central. Otra planta común de jardín Buddleja globosa del sur de Chile, con un néctar fuertemente aromático y flores globulares de color naranja, y Buddleja alternifolia con flores lilas. Híbridos interespecíficos B. × weyeriana (B. globosa × B. davidii). El quishuar, o kiswara (Buddleia incana) es un árbol de madera muy dura que crece en la Puna andina de Perú y Bolivia (entre los 3500 y 3800 m s. n. m.), mientras que el colli o arbusto mariposa (Buddleia coriacea), que asimismo crece en la puna, es un arbusto usado para combustible.
Hay especies asilvestradas procedentes de jardines como B. davidii, que es una gran colonizadora de tierras secas; en zonas de Bretaña, se la ve prosperar en descampados, directamente como una maleza. Aparece en vías férreas, fábricas, y otros espacios marginales; llegando a vivir en climas continentales, sin embargo no soportan temperaturas por debajo de -15 a -20 °C.

## Taxonomía
El género fue descrito por  Carlos Linneo y publicado en Species Plantarum 1: 112. 1753.
Etimología
Buddleja: nombre genérico otorgado en honor de Adam Buddle, botánico y rector en Essex, Inglaterra.

## Nomenclatura
El nombre correcto para el género sería "Buddleia". Sin embargo, Linnaeus escribió "Buddleja", y nunca se lo cambió, y por tanto, este tiene prioridad. Sin embargo no hay una forma preferente en los textos científicos.

## Especies
- Lista de especies de Buddleja